# Bassorine
La bassorine est un polysaccharide formé d'une chaîne de (1-4) α-D-acide galacturonique, certaines unités étant substituées en O-3 par du β-D-xylopyranosyl parfois terminé par du galactose ou du fucose.
La bassorine est un des constituants principaux de la gomme adragante.